# Coronel (ort)
Coronel är en stad i regionen Biobío i mellersta Chile. Den är den sydligaste staden i storstadsområdet Gran Concepción och hade cirka 110 000 invånare vid folkräkningen 2017.